# Patriotism
Patriotism (av grekiska: παтριώτης, patriōtēs, 'landsman'), fosterlandskärlek, är ett uttryck för lojalitet och kärlek till det egna landet eller staten alternativt en specifik region inom en stat. Patriotism har historiskt syftat på ett förhållningssätt i det enskilda livet, medan nationalism syftat på politiska rörelser. I praktiken har dock någon sådan skillnad aldrig upprätthållits.
En patriot, fosterlandsvän, är en person, som älskar sitt land och ivrigt främjar dess intressen med underordnande av sina egna. I de politiska striderna har inte sällan ett parti tillägnat sig namnet patrioter, därmed antydande sig såsom det egentligen fosterländska.

## Relaterade begrepp
Lokalpatriot är en person som engagerar sig för och gynnar eller hyllar sin hembygd eller sin hemort.
Skillnaden mellan patriotism och nationalism består däri, att den förstnämnda alltid är lojal med den hävdvunna statsbildningen och territoriet samt åtminstone i teorin kan kombineras med vilka politiska åsikter och religiösa föreställningar som helst, medan nationalismen är en vidare politisk ideologi med ett förvisso skiftande men ändock tydligt samhälleligt program. Till yttermera visso utgår nationalismen vanligen från nationalstaten som ideal, vilket inte patriotism nödvändigtvis gör. Emigranterna i Amerika har förlorat sin ursprungliga nationalism för hemlandet men är patriotiska med sitt nya territorium.
Nationalismen brukar ofta förknippas med främlingsfientlighet och rasism (även om det inte alltid förhåller sig så), medan en patriot å andra sidan kan högakta en människa från ett annat land och tycka att det är självklart att den människan skall hysa patriotiska känslor för sitt land på samma sätt som han eller hon gör för sitt eget. En hållning som också kan gälla en nationalist.
I nationalstater går patriotism och nationalism vanligtvis hand i hand, men de kan också stå emot varandra (ex i mångnationella stater). I de flesta länder ses patriotism som någonting självklart då den uppfattas som en allmän välvilja gentemot det egna landet och dess invånare.
Enligt G.W.F. Hegels tongivande definition, är "patriotism" detsamma som politisk disposition, och en patriotisk handling en handling som är i överensstämmelse med statens politiska institutioner (Rättsfilosofin, § 268).

## Historia
I Sverige kallade sig under frihetstidens partistrider både hattar och mössor för patrioter - i de ryska ministerdepescherna uppträder det sistnämnda partiet nästan regelbundet under detta namn. Patrioter kallade sig även den tillfälliga partibildning vid början av 1760 års riksdag, som vanligen bär namnet landtpartiet - vilket namn endast skulle vara en översättning av patrioter. Likaså är det den vanliga beteckningen på den aristokratiska oppositionen mot Gustav III. Under senare tid förekom i stället för patrioter den likbetydande beteckningen fosterländska partiet. Även i Polen, Nederländerna, England med flera stater har partier med namnet patrioter funnits.
Så kallade sig motståndarna till huset Oranien i Nederländerna under 1780- och 1790-talet för patrioter. Likaså användes begreppet under franska revolutionen av de revolutionära grupperna.
I Sverige var nationalism och patriotism stor vid sekelskiftet, och förstärktes i samband med unionsupplösningen.

## Utbredning idag i olika länder
I de flesta länder ses patriotism som något positivt och ärofyllt. De länder som kanske är mest kända för sin patriotism är USA och Kanada (I vilkens nationalsång "patriotisk kärlek" omnämns). I vissa andra länder har uttrycket fått en betydligt negativare klang.
Å andra sidan visade en undersökning av World Values Survey att majoriteten av svenskarna känner sig stolta över att vara svenskar. Undersökningen hade en skala från 1 till 4 där 1 var "inte stolt" och 4 var "väldigt stolt". USA toppade listan med 3,92 och Tyskland kom längst ner med 1,37. Sverige hade 3,13 och medel av alla länder var 3,12.